# Museo de arte Inuit
El museo de arte Inuit (en inglés Museum of Inuit Art - MIA) fue un museo ubicado dentro de la histórica Queen's Quay Terminal, en el centro de Harbourfront, Toronto. Abierto oficialmente en junio de 2007, subsistió gracias a los esfuerzos de David Harris (un antiguo profesor en Nunavut y fundador de la Galería Harris Inuit, una galería comercial para respetar el arte inuit) y un grupo de socios, entre los cuales se encontraban Zepp, quien fuera curador de arte inuit en la Galería de Arte de Ontario de 1988 a 1994; Cynthia Waye, curadora asociada del museo; y varios coleccionistas de arte privados.
El Museo de arte Inuit ocupaba más de 6000 pies cuadrados de espacio de exposición (557 metros cuadrados ) y exponía más de 3000 obras de arte originales de arte inuit, que comprendían desde esculturas talladas en piedra, asta, marfil y hueso a la cerámica, hasta grabados y tapices. De éstos, la mayoría pertenecían a los períodos contemporáneo (alrededor de 1945 a 1990) y poscontemporáneo (de la década de 1990 a la actualidad), y representaban los temas, las formas, los medios y los artistas asociados con el arte inuit moderno.
Con más de espacio expositivo en la Terminal Queen's Quay, el museo representó la mayor exhibición permanente de arte inuit en Canadá. El curador Norman Zepp afirmó que el museo fue el primero dedicado exclusivamente al arte inuit y, como resultado, "el espectador obtiene una experiencia concentrada y enfocada".
Según Zepp, los visitantes del museo no solo verían "algunas de las mejores obras de arte producidas en el Ártico canadiense", sino que también comprenderían el alcance y la amplitud del arte inuit a través de exposiciones que presentan elementos temáticos comunes y la diversidad estilística regional. Exposiciones temporales, como la actual exposición de tapices realizados por artistas femeninas en el lago Baker, también formaron parte del museo.
Aunque los humanos han vivido en el Ártico durante más de 4000 años, los inuit remontan su ascendencia al período alrededor del año 1000 d. C., cuando el pueblo thule migró a través de los territorios canadienses desde el norte de Alaska. El museo albergaba una selección de piezas de esta época ancestral, incluidas figuras talladas y otros objetos del tamaño aproximado de un dedal.
El museo también exhibía una selección de artículos de lo que comúnmente se conoce como el Período Histórico del Arte Inuit, una época que comenzó en el siglo XVI, cuando balleneros, misioneros y exploradores europeos entraron en contacto con los inuit. Las tallas de marfil de animales eran objetos comunes de trueque, al igual que las réplicas de herramientas y otros objetos de estilo occidental.
Ofrecía una gran variedad de artículos históricos y grandes galerías de calidad, obras de arte originales creadas por artistas contemporáneos. Como una institución sin fines de lucro, todos los ingresos del Museo de Arte Inuit y la respectiva galería del museo eran dedicados a apoyar todo tipo de programas culturales, educativos y de adquisiciones. Las esculturas, tapices e impresiones, obras de arte originales a la venta en la galería y otros artículos se adquirían a partir de las diversas cooperativas inuit que representan a artistas inuit y trabajan en el Norte. Como tal, todos los ingresos de la venta en la galería apoyaban directamente el trabajo de artistas contemporáneos Inuit y sus comunidades. La tienda también contenía joyas, muñecas de embalaje y varios libros sobre arte inuit.
El espacio del recinto fue diseñado por la empresa gh3 inc. y ganó dos premios: Ontario Association of Architects Design Excellence Award y el Canada Interiors’ Best of Canada Design Competition Award. El interior estaba designado para remover a los visitantes del alboroto de la galería comercial céntrica adyacente y transportarlos a un ambiente más rarificado para contemplar arte, una envoltura de un blanco neutral evocativa de las icónicas formas paisajísticas del hielo ártico.
Cerró sus puertas el 29 de mayo de 2016, siguiendo un declive en visitantes e ingresos tras dos veranos de actividad constructora a lo largo del Queens Quay West, que causó el cierre temporario del acceso de los tranvías al área del museo.